# Ива
 Тази статия е за растението.  За името вижте Ива (име).  
Ива (Salix caprea), наричана още козя върба, е растителен вид от семейство Върбови. Представлява ниско дърво (до 10 метра височина) или храст.
Разпространена е в Европа и Западна и Централна Азия. Расте на влажни места на надморска височина до 2500 метра. Цъфти през ранната пролет (март-април).